# 憂愁平野 (映画)
『憂愁平野』（ゆうしゅうへいや）は、1963年1月15日に公開された文芸映画。週刊朝日に連載されていた井上靖の「憂愁平野」を豊田四郎監督が映像化したもの。
当時大映所属の山本富士子は、この作品への出演を巡るトラブルもあり、出演後、大映に退社を通達するも、怒る永田雅一から解雇という扱いを受けた。山本は、この作品への出演以降は一切の映画出演をしていない。
誰もが羨む様な、何一つ不自由なく暮らしている人妻は、ふと夫の浮気を疑う、夫は別の女と浮気に走り、女もいつしか別の男に惹かれるが、最後には元のさやの戻るまでを描いた作品である。

## 配役
- 森繁久彌 : 納所賢行[6]
- 山本富士子 : 納所亜紀[6]
- 長門裕之 : 乙枝虎夫[6]
- 大空真弓 : 江能信子[6]
- 乙羽信子 : 大黒さん[6]
- 中谷一郎 : 木次茂夫[6]
- 浪花千栄子 : 時津節子（美沙子の母）[6]
- 若宮忠三郎 : ホテルのボーイ[6]
- 松村達雄[6]
- 久里千春 : 女中朋子[6]
- 小峰千代子[6]
- 賀原夏子[6]
- 麻生鮎子[6]
- 桜井浩子 : 会社の女事務員[6]
- 樫山文枝 : キャディの少女[6]
- 江島和子[6]
- 坂内英二郎[6]
- 伊藤正博[6]
- 黒岩竜彦[6]
- 山田武士[6]
- 葉山敬介[6]
- 青木君雄[6]
- 中原成男[6]
- 新珠三千代 : 時津美沙子[6]
- 仲代達矢 : 巽魚次郎[6]

## スタッフ等
- 監督 : 豊田四郎
- 脚色 : 八住利雄
- 原作 : 井上靖
- 製作 : 佐藤一郎、金原文雄
- 撮影 : 岡崎宏三
- 美術 : 伊藤熹朔
- 編集 :  広瀬千鶴
- 音楽 : 団伊玖磨

## 併映作品
- 『女に強くなる工夫の数々』: 千葉泰樹監督